# Слон (герб)
Слон (пол. Słoń) — шляхетський герб польського походження.

## Опис герба
Герб був відомий в кількох варіантах. Опис згідно класичними правилами блазонування:
Слон: У синьому полі, на трьох зелених пагорбах срібний слон. Клейнод: над шоломом, в короні три страусині пір'їни. Намет: синій, підбитий сріблом.

Опис Островського: 
W polu błękitnem na trzech pagórkach zielonych – słoń czarny albo srebrny. Nad hełmem w koronie – trzy pióra strusie. Labry błękitne podbite srebrem
Слон II: У червоному полі — срібний слон з прикріпленою на хребті вежею. У клейноді між двома хоботами слона вежа, як у гербі. Намет червоний, підбитий сріблом.

Опис відповідно до оригінального надання: 
Stemma elephantem nempe turrium dorso sustinentem, cum galea et corona equestri in campo rubeo deportandum, desuper vero e corona duas proboscides elephantinas in utraque partem prominentes in medio antem earum turrim similem priori.
Слон (б): У синьому полі срібний слон, що жене овець хоботом. Клейнод невідомий, намет повинен бути синім, підбитий сріблом.

Опис за Несецьким: 
Słoń, trąbą swoją, z drogi owieczki rozpędzający.

## Геральдичні посилання
Герб Слон II був наданий в 1654 році Яну Вартересовичу (Warteryszowicz) Слоньовському купцеві вірменського походження. Документ з нобілітації виданий 30 червня 1654 року. Він був нобілітований, незважаючи на те, що не був прийнятий до шляхетства. 26 серпня 1658 року йому було дозволено торгувати з турецькими країнами. Островський пише, що Слоньовський (Słoniewscy) походить від Вартерисовичів (Warteresowicz). 1659 року за заслуги війська Запорозького замостянський міщанин Криштоф Вартиришевич (Warteresowicz) Слоньовський теж був нобілітований. Документ нобілітації 6 серпня 1661 року. Існує запис у файлах, які Криштоф підписався під Яном. Окольський, Несецький і Островський знають лише нобілітацію Іоанна і призначають йому герб з синім полем, Слон. Несецький нагадує, що бачив подібний герб на надгробній плиті Яна Папрока, писаря Толунської соляної шахти в домініканському костелі в Торуні, але там слон повинен був ганяти овець хоботом. Графічну реконструкцію цього герба опублікував лише Теодор Хрунський під назвою Слонь(б). Відмінність різновидів Слона і Слона II була зроблена тільки Тадеушем Гайлем, але він не згадував герб Слон (б).
Оскільки Островський і його попередники не знали документів нобілітації Яна, ми не знаємо, чи був слон з блакитним полем відданий Криштофу як окремий герб, чи Криштоф отримав герб Яна, але повідомлення про його кольори, клейнод і вежу на хребті слона спотворюється.

## Гербовий рід
Слон, слон II: Вартєрсович (Warteresowicz, Warteryszowicz, Wartyriszewicz), Слонівські (Słoniewski, Słoniowski).
Слон (б): Папроцькі (Paprocki).
Несецький згадує цей герб роду Шеравських, але Островський приписує це своєму гербу Шеравські, який є різновидом герба Слон в інших кольорах.